# BrahMos
BrahMos ist ein überschallschneller Marschflugkörper, der sowohl von Schiffen und Unterseebooten als auch von Luftfahrzeugen oder auch von Land aus gestartet werden kann. Der Flugkörper wurde gemeinsam von russischen und indischen Unternehmen entwickelt.

## Entwicklung
Der Marschflugkörper stellt eine Gemeinschaftsentwicklung zwischen dem indischen Rüstungskonzern Defence Research and Development Organisation und dem russischen Raketenhersteller NPO Maschinostrojenija dar. Das aus diesem Joint Venture hervorgegangene Unternehmen heißt BrahMos Corporation. Der Name BrahMos setzt sich aus den Anfangssilben der Flüsse Brahmaputra (Indien) und Moskwa (Russland) zusammen.
Als Entwurfsbasis wurde der russische Seezielflugkörper P-800 „Jachont“ verwendet. Erste Tests des BrahMos fanden im Juni 2001 statt, die Produktion begann 2004. Bis 2013 war die Entwicklung der hyperschallschnellen-Mach-8-Version BrahMos 2 geplant. Eine Version mit größerer Reichweite ist momentan in der Erprobung, da Indien seit 2016 auch Mitglied der MCTR ist.
Im Jahr 2012 hat Indien die Entwicklung und Lieferung von 200 Marschflugkörpern einer Luft-Boden-Version für 1,5 Mrd. US-Dollar beauftragt. Die Flugkörper wurden im Rahmen des Vertrags auch in das Flugzeug Suchoi Su-30MKI integriert. Im Jahr 2020 erreichte sie die Freigabe zum Einsatz von Flugzeugen der indischen Luftwaffe aus. Die Version ist leichter und kürzer, hat aber dieselbe Reichweite wie die Boden-Boden-Variante.

## Technik
Der Flugkörper BrahMos kann von Schiffen, U-Booten, Flugzeugen und Küstenstellungen aus gestartet werden. Primär wurde BrahMos zur Schiffsbekämpfung konzipiert. Eine Version zur Bekämpfung von Landzielen befindet sich in Entwicklung.
Der Raketenantrieb basiert im Wesentlichen auf dem der Jachont. Die Lenkung des Flugkörpers ist eine Neuentwicklung der BrahMos Corp. Die Geschwindigkeit während des Flugs variiert zwischen Mach 2,5 und Mach 2,8; somit ist er etwa dreimal so schnell wie der US-amerikanische Unterschallmarschflugkörper BGM-109 Tomahawk. BrahMos besitzt aber eine wesentlich geringere Reichweite und Nutzlast als der Tomahawk. Als Antrieb kommt ein Ramjet-Antrieb zum Einsatz, der diese vergleichsweise hohen Geschwindigkeiten ermöglicht. Aufgrund der höheren Geschwindigkeit hat der BrahMos-LFK eine höhere kinetische Energie, was ein größeres Schadenspotential mit sich bringt.

## Varianten
- BrahMos I: Erste Version für den Einsatz von Schiffen. Start aus geneigten Stahlbehältern.
- BrahMos LACM: Schiffgebundener Marschflugkörper zur Bekämpfung von Landzielen.
- BrahMos Block 1: Fahrzeugbasierte Ausführung mit Senkrechtstartanlage für Flugkörper.
- BrahMos Block 1 LACM: Fahrzeugbasierte Ausführung zur Bekämpfung von Landzielen.
- BrahMos Block 2: Für den Einsatz ab Schiffen. Zur Bekämpfung von See- und Landzielen. Start mit vertikalem Startsystem.
- BrahMos Block 3: Für den Einsatz ab U-Booten. Zur Bekämpfung von See- und Landzielen. Start mit vertikalem Startsystem.
- BrahMos Block IV / BrahMos A: Für den Einsatz ab Flugzeugen.
- BrahMos 2: Projekt für einen Marschflugkörper mit Hyperschallgeschwindigkeit (um Mach 8) und einer Reichweite von über 400 km. Ein erster Test wird im Jahr 2020 erwartet.[3]
- Brahmos NG, eine kleinere Weiterentwicklung[4]

## Verbreitung

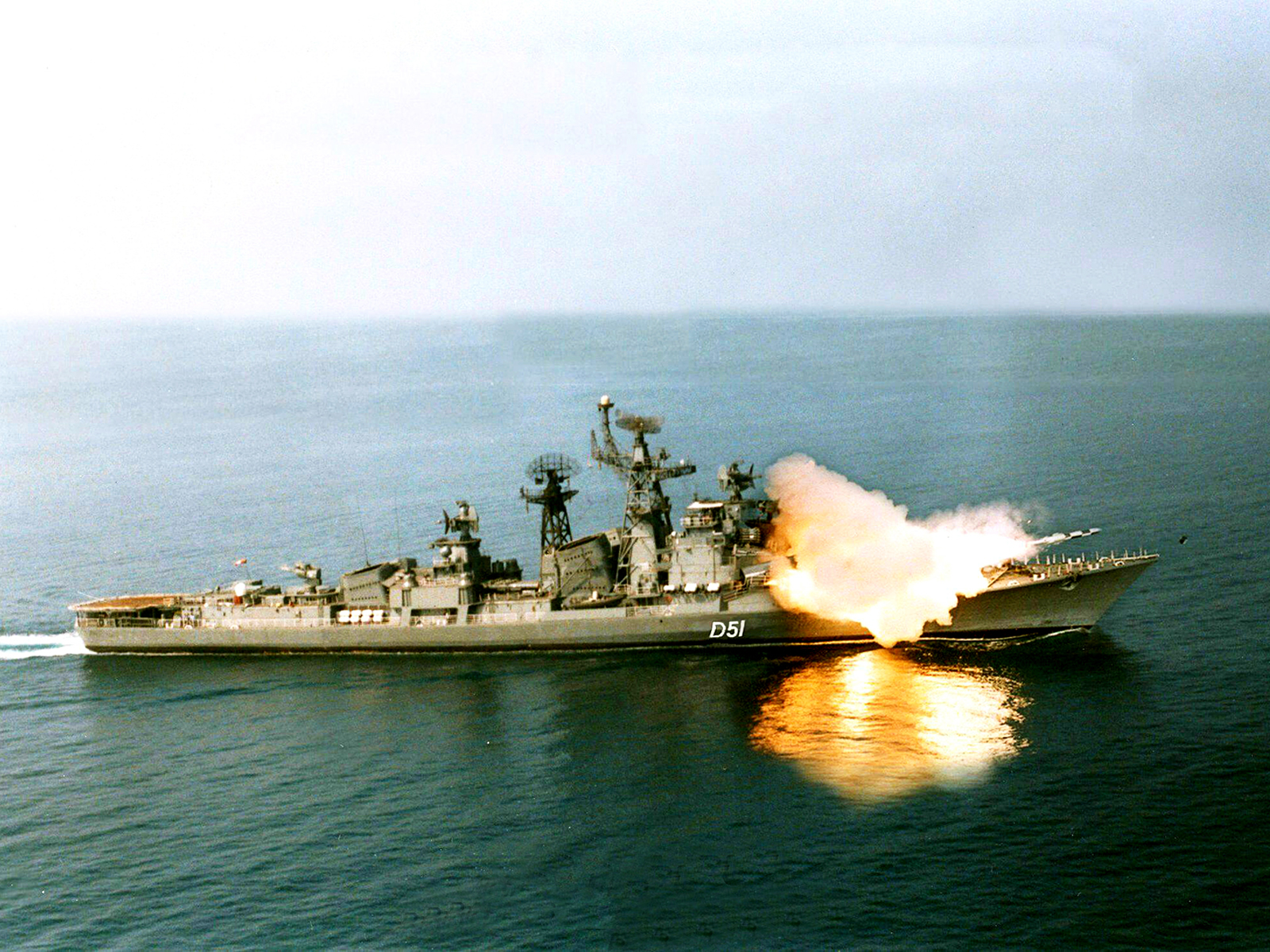
Die indische Fregatte Rajput startet einen BrahMos-Flugkörper

- Indien
- Malaysia
- Philippinen[5]